# 栃木県道129号福居停車場線

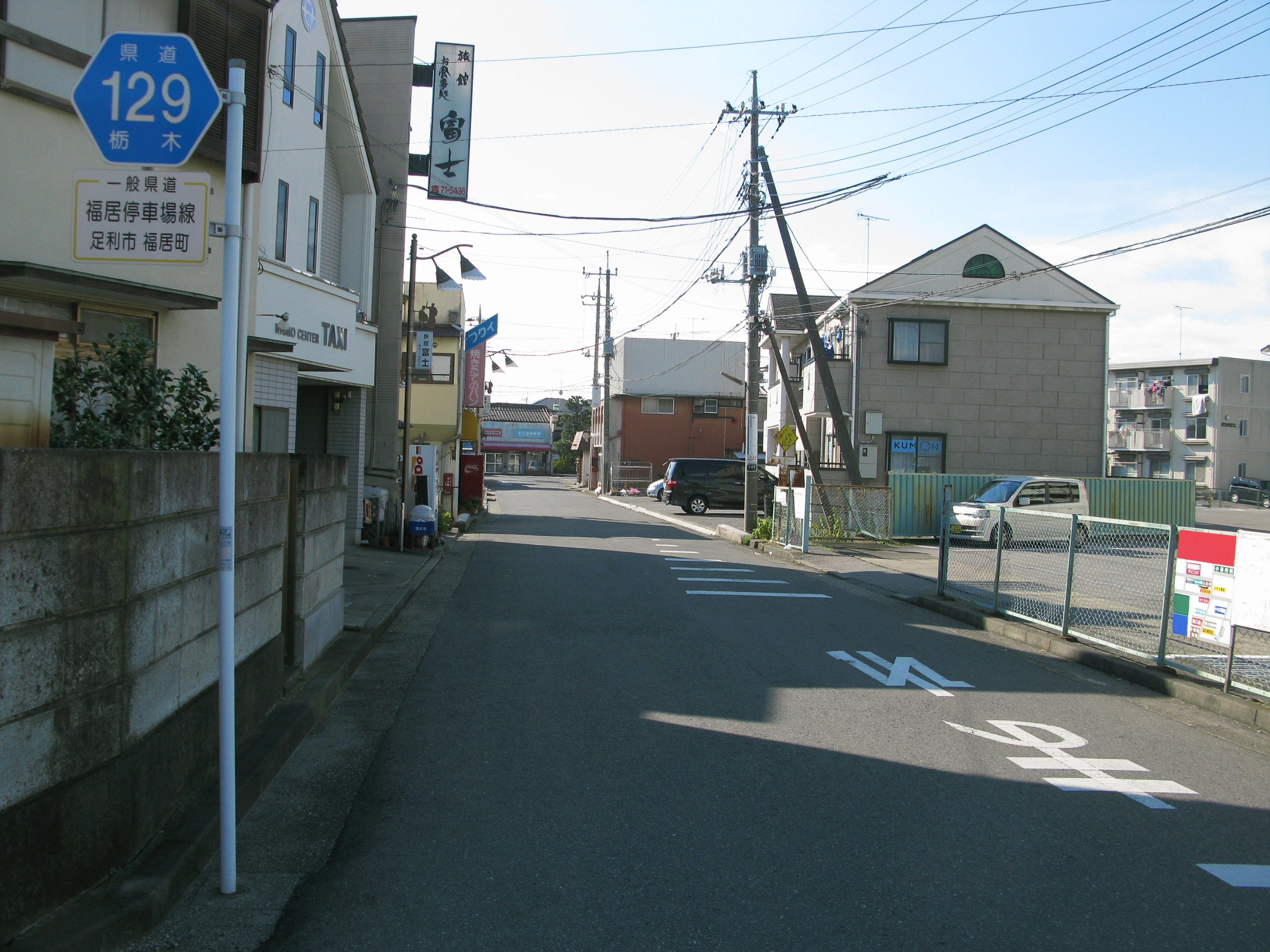
足利市福居町（2012年11月）

栃木県道129号福居停車場線（とちぎけんどう129ごう ふくいていしゃじょうせん）は、栃木県足利市を通る一般県道である。

## 路線概要
- 指定：1961年（昭和36年）4月1日
- 福居駅(2017年1月距離：0.102km

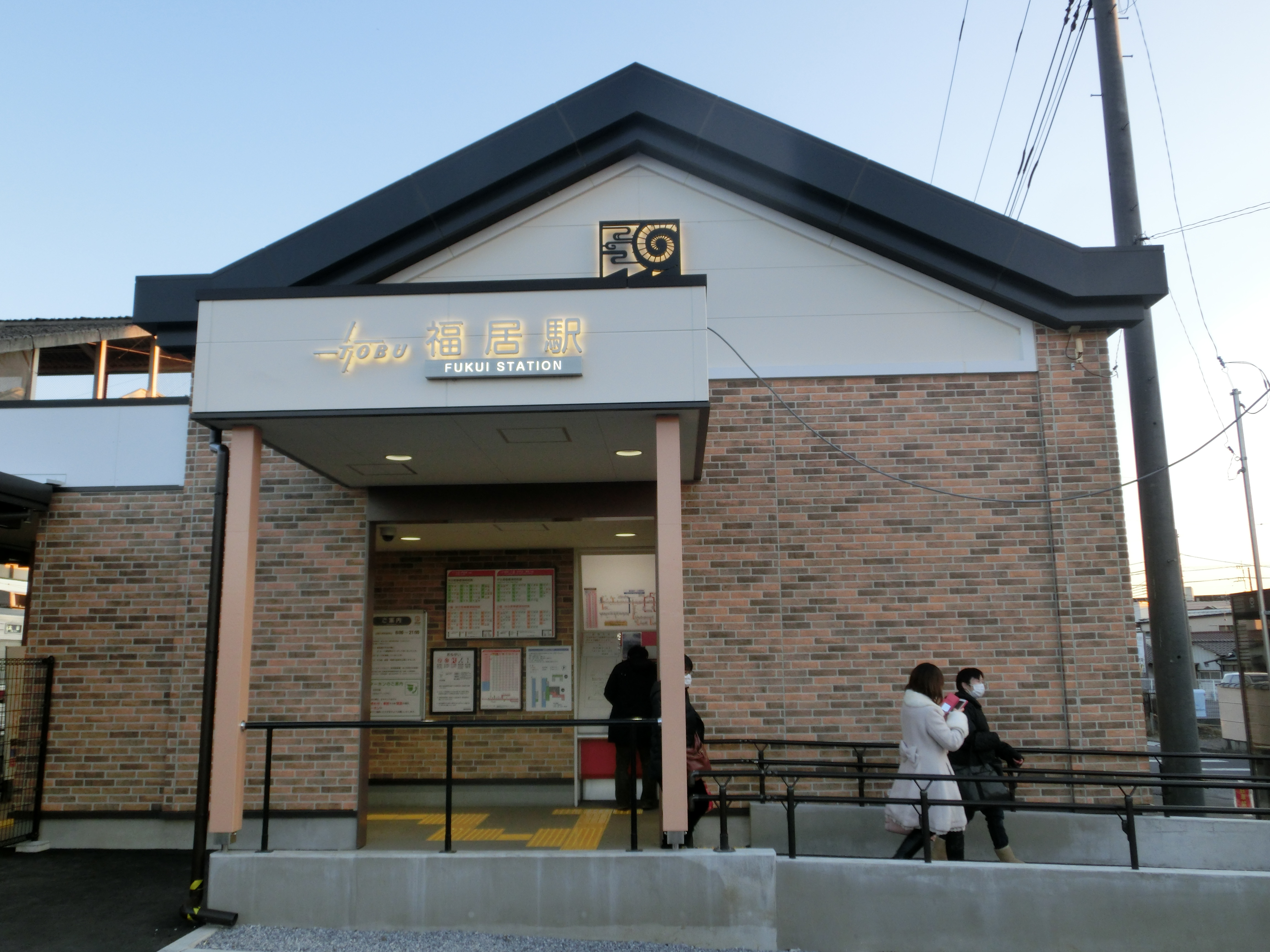
福居駅(2017年1月

- 起点：栃木県足利市福居町（東武鉄道福居駅）
- 終点：栃木県足利市福居町（栃木県道128号佐野太田線交点）

## 沿線施設
- 東武伊勢崎線 福居駅
- 雇用促進住宅福居宿舎